# SMS Karlsruhe (croiseur, 1912)
Pour les autres navires du même nom, voir Karlsruhe (navire).
Le SMS Karlsruhe est un croiseur léger, navire de tête de sa classe construit pour la Kaiserliche Marine peu avant la Première Guerre mondiale. Son sister-ship était le SMS Rostock ; les navires étaient très similaires aux croiseurs précédents de la classe Magdeburg.
Sa construction commence en 1911 au chantier naval Germaniawerft à Kiel. Il est lancé en novembre 1912, et intègre la Hochseeflotte (« flotte de haute mer ») en janvier 1914.

## Historique

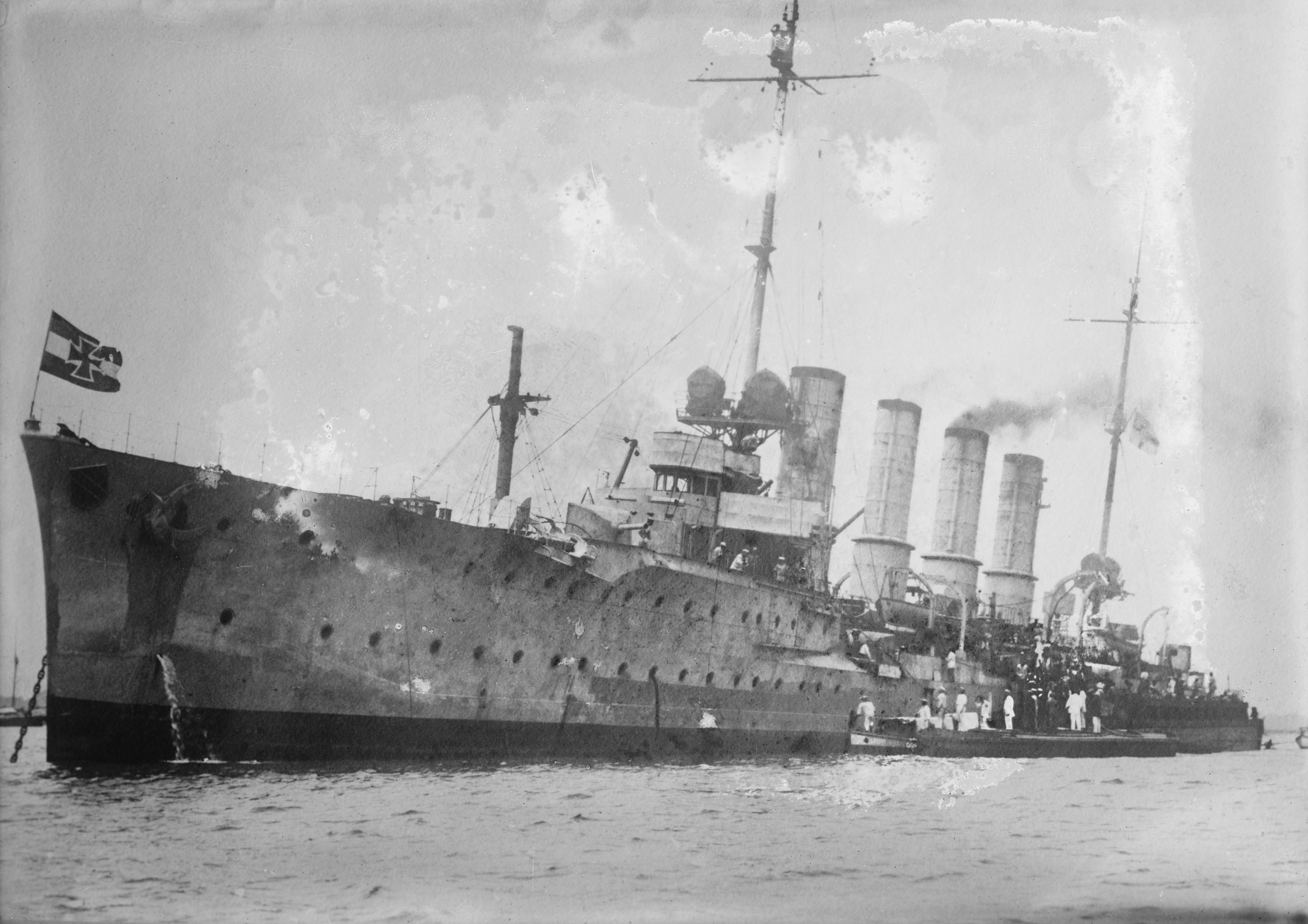
Le Karlsruhe à San Juan (9 août 1914).

Le premier officier commandant du Karlsruhe est le Fregattenkapitän Fritz Lüdecke. Après sa mise en service en janvier 1914, Karlsruhe rejoint la Hochseeflotte (« flotte de haute mer »). En août suivant, au début de la Première Guerre mondiale, le navire était basé dans les Caraïbes, aux côtés du croiseur Dresden. Lorsque la guerre en Europe se profile, le croiseur léger rejoint Cay Sal Bank, dans le détroit de Floride. Ses principales missions consistent à traquer les navires de commerce britanniques dans l'océan Atlantique.
Le 6 août, au nord de San Salvador, le SS Kronprinz Wilhelm est réquisitionné par la Kaiserliche Marine, et doit rencontrer le Karlsruhe pour embarquer deux canons de 88 mm, 290 lots de munitions de 88 mm, une mitrailleuse, et 36 fusils ainsi qu'un officier et deux officiers non commissionnés. Le Kapitänleutnant Paul Thierfelder — anciennement officier de navigation du Karlsruhe — devient le commandant de l'ancien paquebot converti en croiseur auxiliaire. Cependant, la proximité du croiseur britannique HMS Suffolk (en) abrège la rencontre, forçant les deux navires allemands à se séparer et à foncer dans des directions différentes. Le Karlsruhe est traqué par des croiseurs britanniques ayant reçu l'ordre de l'intercepter. À 20 h 15, le Bristol rejoint la poursuite et ouvre brièvement le feu sur le croiseur allemand. Il devient le premier navire britannique du conflit à ouvrir le feu sur un navire ennemi. Le Karlsruhe profite toutefois de sa vitesse supérieure à celle de son adversaire pour s'échapper. Le 9 août, il atteint Porto Rico avec seulement 12 tonnes de charbon dans ses soutes.
Il fait ensuite route vers la côte nord-est du Brésil, au large de Pernambuco. La zone étant moins surveillée par les britanniques, le Karlsruhe avait plus facilement accès au charbon, notamment grâce aux charbonniers ou aux navires capturés. Au cours de ses patrouilles au large des côtes brésiliennes, le Karlsruhe coula ou captura seize navires marchands ; quinze navires britanniques et un navire néerlandais, totalisant 72 805 tonnes. Le commandant Köhler décida alors de changer de zone afin de ne pas être localisé par les britanniques. Le navire navigua vers les Antilles afin d'attaquer la Barbade et Fort-de-France ainsi que les couloirs de navigation entre la Barbade et Trinité.
Dans la nuit du 4 novembre, durant son transit vers la Barbade, il fut l'objet d'une explosion accidentelle interne si violente qu'il eut des voies d'eau et coula rapidement, les 140 rescapés étant repêchés par deux vapeurs allemands. Le commandant Köhler ne fit pas partie des survivants. Sa femme baptisera le nouveau croiseur Karlsruhe, troisième navire à porter ce nom, à son lancement en août 1927.
L'accident est caché par les autorités allemandes durant de longs mois, les britanniques n'apprenant sa perte qu'en mars 1915.